# شکست اتحادیه

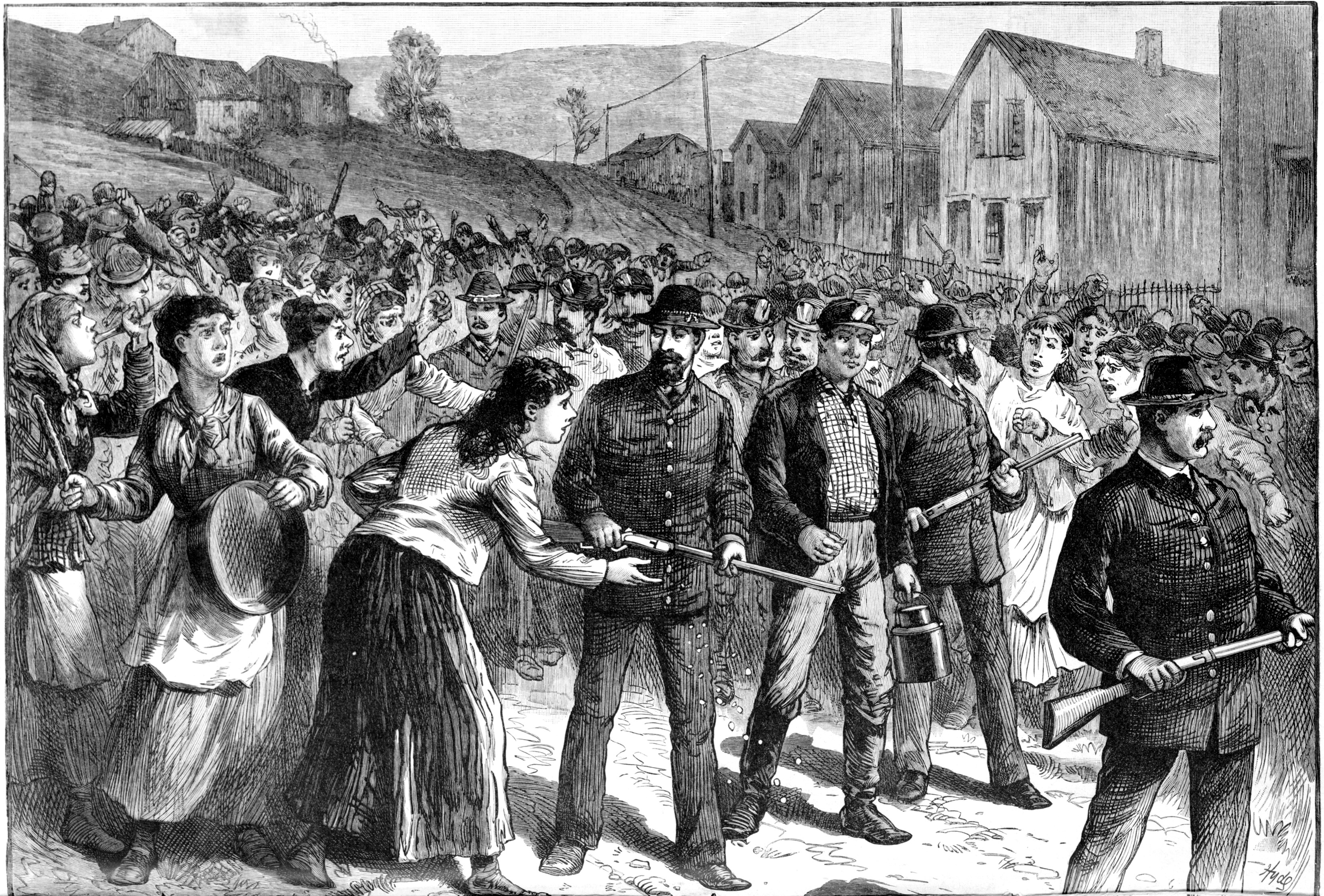
نگهبانان پینکرتون اعتصاب شکنان را در بوچتل، اوهایو در سال ۱۸۸۴ اسکورت می‌کنند.

شکست اتحادیه مجموعه فعالیت‌هایی است که برای برهم زدن یا تضعیف قدرت اتحادیه‌های کارگری یا جلوگیری از افزایش عضویت آنها در محل کار انجام شود.
تاکتیک‌های شکست اتحادیه می‌تواند به فعالیت‌های قانونی و غیرقانونی اشاره داشته باشد و می‌تواند شامل اقدامات مسالمت‌آمیز یا خشونت‌آمیز باشد. قوانین کار از کشوری به کشور دیگر در سطح و نوع مقررات از نظر حمایت از اتحادیه‌ها، فعالیت‌های سازماندهی آن‌ها و همچنین جنبه‌های دیگر تفاوت زیادی دارد. این قوانین می‌توانند بر موضوعاتی مانند ارسال اعلان‌ها، ساماندهی دارایی‌های کارفرمایی یا خارج از آن، درخواست‌ها، امضای کارت، حقوق اتحادیه، توقف کار، اعتصاب یا شکستن اعتصاب، تعطیلی کار و … را شامل شود.
ماده ۲۳ اعلامیه جهانی حقوق بشر اعلام می‌دارد که هر کس حق دارد یک اتحادیه صنفی تشکیل دهد یا به آن بپیوندد.